# Georg Abraham Schneider
Georg Abraham Schneider (ur. 19 kwietnia 1770 w Darmstadt, zm. 19 stycznia 1839 w Berlinie) – niemiecki kompozytor, waltornista i oboista.

## Życiorys
Uczeń Johanna Wilhelma Mangolda, dyrektora orkiestry dworskiej w Darmstadt, której członkiem został w 1787 roku. Później uczył się kompozycji i teorii u Johanna Gottlieba Portmanna. Poślubił też jego córkę, Karolinę. W 1795 roku przeniósł się na dwór księcia Henryka w Rheinsbergu. Od 1803 roku został waltornistą w orkiestrze dworskiej w Berlinie, w 1807 roku zainicjował serię koncertów abonamentowych. W latach 1813–1816 był dyrygentem orkiestry teatralnej w Tallinnie. Po powrocie do Berlina został w 1820 roku dyrektorem teatru królewskiego, a w 1825 roku kapelmistrzem króla pruskiego. Uczył także w szkole muzycznej przy teatrze dworskim oraz w Preußische Akademie der Künste.
Skomponował m.in. 5 singspieli (Der Orakelspruch, Aucassin und Nicolette, Die Verschworenen, Der Traum, Der Werwolf), 13 baletów, muzykę do przedstawień teatralnych, 2 oratoria, kantaty, msze, Symfonię D-dur, Ouverture concertante C-dur, Sinfonia concertante na flet i obój, Concertino na 3 rogi myśliwskie i róg wentylowy, koncerty na róg, flet, obój, rożek angielski, fagot, ponadto kwintety, kwartety, tria, sonaty.